# Karangdawa (Warungpring)
Karangdawa is een bestuurslaag in het regentschap Pemalang van de provincie Midden-Java, Indonesië. Karangdawa telt 1691 inwoners (volkstelling 2010).